# Liste von Bauwerken der Moderne in Heidelberg
Die Liste von Bauwerken der Moderne in Heidelberg gibt einen Überblick über repräsentative Bauten und neuere Wohn-Quartiere aus der Zeit der Moderne ab ca. 1970 in Heidelberg.

## Repräsentative Bauten
| Bild              | Bau                                                                                | Ortsteil       | Straße | Planer                                                        | Jahr      | Beschreibung | Quelle               |
| ----------------- | ---------------------------------------------------------------------------------- | -------------- | --- | ------------------------------------------------------------- | --------- | --- | -------------------- |
|                   | Arthotel                                                                           | Altstadt       | Grabengasse 7 Lage | Hansjörg Maier + Partner/Heidelberg                           | 2010      | Das Hotel bietet 16 Gästezimmer. | [ 1 ]                |
| weitere Bilder    | Haus der Astronomie                                                                | Altstadt       | Königsstuhl 17 Lage | Bernhardt + Partner/Darmstadt                                 | 2011      | Das Gebäude wurde errichtet, um Schülern und der allgemeinen Öffentlichkeit die Faszination der Astronomie zu vermitteln. Seite Form ist einer Spiralgalaxie nachempfunden. Im Inneren befindet sich u. a. ein Planetarium mit einem Durchmesser von 14 Metern.   | [ 2 ] [ 3 ]          |
|                   | Theater und Orchester Heidelberg                                                   | Altstadt       | Theaterstraße 10 Lage | Waechter + Waechter/Darmstadt                                 | 2012      | Werkstätten und Malersaal sind einsehbar | [ 4 ] [ 5 ] [ 6 ]    |
| weitere Bilder    | Berufsfeuerwehr                                                                    | Bahnstadt      | Baumschulenweg 4 Lage | Peter Kulka und Henryk Urbanietz / Köln                       | 2007      | Deutschlands erste Feuerwache im Passivhausstandard. | [ 7 ] [ 8 ]          |
| weitere Bilder    | SNP Dome                                                                           | Kirchheim      | Carl-Friedrich-Gauß-Ring 16 Lage | Turkali/Frankfurt                                             | 2021      | |                      |
| weitere Bilder    | Heidelberg Congress Center                                                         | Bahnstadt      | Czernyring 20, Baufeld T1 Lage | Degelo/Basel                                                  | 2024      | Im großen Saal des Kongresszentrums mit 1900 Sitzplätzen wurde Deutschlands größte LED-Wand eingebaut. | [ 9 ] [ 10 ] [ 11 ]  |
| noch unbebaut     | Kopernikusquartier                                                                 | Bahnstadt      | Czernyring im Norden, der Grünen Meile im Süden, dem Platz am Wasserturm im Osten und der Galileistraße im Westen, Baufeld C3/C4 Lage | Fischer/Mannheim                                              | Ende 2024 | | [ 12 ]               |
|                   | Westarkaden                                                                        | Bahnstadt      | Da-Vinci-Straße 1–17, Galileistraße 2–38, Grüne Meile 20–28, Baufeld C5 Lage                                                          |                                                               | 2020      | Nahversorger, Bauträger: Unmüssig/Freiburg | [ 13 ] [ 14 ]        |
| Kältezentrale     | Baufeld T2                                                                         | Bahnstadt      | Einsteinstraße Lage |                                                               | 2023      | Kältezentrale, die u. a. das Congress Center, das Atlantic Hotel | [ 15 ]               |
| weitere Bilder    | Luxor-Kino                                                                         | Bahnstadt      | Eppelheimer Straße 6 Lage | Hübner + Erhard/Heidelberg (Fassade)                          | 2017      | Das weltweit erste Kino nach Passivhausstandard eröffnete am 17. November 2017 mit 6 von 15 Sälen. | [ 16 ] [ 17 ]        |
|                   | Europaplatz (Bahnhofsplatz Süd)                                                    | Bahnstadt      | Europaplatz Lage | Winking · Froh/Berlin                                         | 2024      | Der Europaplatz wird begrenzt durch fünf Gebäude: Atlantic Hotel, Firmensitze der Sparkasse Heidelberg, der Heidelberger Volksbank und von Springer Nature. Es gibt ein Parkhaus für 1600 Fahrräder.                                                              | [ 18 ] [ 19 ]        |
|                   | Europaplatz                                                                        | Bahnstadt      | Europaplatz Lage |                                                               |           | |                      |
|                   | Atlantic Hotel                                                                     | Bahnstadt      | Europaplatz Lage |                                                               |           | |                      |
|                   | Schulgebäude und Bürgerzentrum B3                                                  | Bahnstadt      | Gadamer Platz, Baufeld SE3 Lage | Datscha/Stuttgart                                             | 2017      | Grundschule mit Sporthalle, Bürgerhaus mit Café, Mehrzweckräumen und Veranstaltungssaal – B³ steht für „Bildungs-, Betreuungs- und Bürgerhaus“ | [ 20 ] [ 21 ]        |
| weitere Bilder    | Stadttor Ost                                                                       | Bahnstadt      | Speyerer Straße 14/Rudolf-Diesel-Straße 9–11, Baufeld S3 Lage                                                                         | Kolb / Hofmann/Dieburg                                        | 2020      | Standort der Heidelberger Proaesthetic und Firmensitz von cbs | [ 22 ] [ 23 ] [ 24 ] |
| weitere Bilder    | Stadttor West                                                                      | Weststadt      | Langer Anger 3–5, Baufeld S2 Lage | SSV/Heidelberg, motorplan/Mannheim                            | 2014      | Bürogebäude A: 6.275 m² Bürogebäude B: 3.633 m², Bauträger: Unmüssig/Freiburg | [ 24 ]               |
|                   | Colours                                                                            | Bahnstadt      | Langer Anger 7–9, Baufeld S1 Lage | Eike Becker/Berlin                                            | 2018      | Auf der Fläche wurde vier (?) Apartmenthäusern und ein Bürogebäude realisiert in dem u.a. die Deutsche Wohnwerte ihre Firmensitz hat. | [ 25 ] [ 26 ]        |
|                   | Skyangle                                                                           | Bahnstadt      | Max-Jarecki-Straße 21, Baufeld T4 Lage                                                                                                | Fischer/Mannheim                                              | 2019      | Labore oder Büros, Firmensitz von Verivox und Zentrale der Ascendis Pharma Bauherr: Max-Jarecki Stiftung | [ 27 ] [ 28 ]        |
| weitere Bilder    | Skylabs                                                                            | Bahnstadt      | Max-Jarecki-Straße 8, Baufeld Z3 Lage                                                                                                 | Fischer/Mannheim                                              | 2012      | Laborgebäude im Passivhausstandard, Firmensitz von Reckitt Benckiser, Bauherr: Max-Jarecki Stiftung | [ 29 ] [ 30 ]        |
| hinter Baugerüst  | SkyOne                                                                             | Bahnstadt      | Czernyring 13 / am Wasserturm, Baufeld Z2c Lage                                                                                       | Fischer/Mannheim                                              | 2025      | | [ 31 ] [ 32 ]        |
| weitere Bilder    | Bürohaus Convecs (zuvor Reutax-Turm, davor ABB-Forschungszentrum)                  | Bahnstadt      | Speyerer Str. 4–6 Lage |                                                               | 1992/1993 | 25.960 m² Büro-, Fitness-, Labor- und Lagerfläche | [ 33 ] [ 34 ]        |
| noch nicht bebaut |                                                                                    | Bahnstadt      | Baufeld Z1 Lage |                                                               |           | |                      |
|                   | GGH-Gebäude                                                                        | Bergheim       | Bergheimer Straße 117 Lage |                                                               |           | |                      |
|                   | Alte Glockengießerei, Turm                                                         | Bergheim       | Alte Glockengießerei Lage | Hartmann & Hauß/Heidelberg                                    | 2002      | Auf dem Gelände der Alten Glockengießerei ist Heidelbergs erstes Null-Emissions-Haus, entstanden. Es wird über eine Erdsonden-Wärmepumpe beheizt und gekühlt, die ihren Strombedarf über eine Photovoltaik-Anlage bezieht. Genutzt wird der Turm als Bürogebäude. | [ 35 ] [ 36 ]        |
|                   | Bürohaus am Park                                                                   | Bergheim       | Kurfürsten-Anlage 34–36 Lage | Schneider-Wesseling/Köln, apa/Heidelberg                      | 2003      | | [ 37 ]               |
|                   | Altes Polizeipräsidium                                                             | Bergheim       | Römerstraße 2 Lage | Carlfried Mutschler/Mannheim                                  | 1993      | |                      |
|                   | Kurfürsten-Hof / Kurfürsten-Carré                                                  | Bergheim       | Kurfürsten-Anlage 19–23 Lage | Auer Weber / Stuttgart                                        | 2013/14   | Check-Inn, etc | [ 38 ] [ 39 ]        |
| weitere Bilder    | Justizzentrum                                                                      | Bergheim       | Kurfürsten-Anlage 13–17 Lage |                                                               |           | Amtsgericht, Staatsanwaltschaft |                      |
| weitere Bilder    | Print Media Academy                                                                | Bergheim       | Kurfürsten-Anlage 60 Lage | Planungsgruppe Heidelberg                                     | 2000      | Ehemaliges Kommunikations- und Trainingszentrum der Heidelberger Druckmaschinen. Der Entwurf entstand innerhalb eines Architektur-Wettbewerbs, der vom damaligen Vorstandsvorsitzenden Hartmut Mehdorn initiierten wurde.                                         | [ 40 ] [ 41 ]        |
|                   | X-House                                                                            | Bergheim       | Mittermaierstraße 31 Lage | Motorplan/Mannheim                                            | 2008      | Der Name des Bürohauses ist abgeleitet vom X-förmigen Grundriss. | [ 42 ]               |
| weitere Bilder    |                                                                                    | Bergheim       | Kurfürsten-Anlage 62 Lage | Helmut Heinrich / Neckartenzlingen, Hubert Petschnigg         | 1992      | |                      |
|                   | Wasser- und Schifffahrtsamt und Wasserschutzpolizei in Heidelberg                  | Bergheim       | Vangerostraße 10 Lage | Lothar Götz                                                   |           | |                      |
|                   | CATS (Centrum für Asienwissenschaften und transkulturelle Studien)                 | Bergheim       | Voßstraße 2 Lage | SSV/Heidelberg                                                | 2020      | Bereichsbibliothek die in einem 4-geschossigen in die Tiefe reichenden Bau untergebracht ist, der nur als Eingangspavillon wahrnehmbar ist. | [ 43 ] [ 44 ]        |
|                   | Ethianum                                                                           | Bergheim       | Voßstraße 6 Lage | Schmucker und Partner/Mannheim                                | 2010      | Das als Privatklinik genutzte Gebäude ist das erste „Green Hospital“ in Deutschland und wurde ausgezeichnet in der Kategorie “Beste nachhaltige Konzepte”. Das Haus verfügt über 23 Patienten-Zimmer und vier Suiten.                                             | [ 45 ] [ 46 ]        |
|                   | Cubus                                                                              | Bergheim       | Voßstraße 8 Lage | Bilger Fellmeth / Frankfurt                                   | 2010      | Auf dem des ehemaligen botanischen Garten ist ein Carré aus vier Häusern mit 49 Eigentumswohnungen mit 50–200 m² entstanden. | [ 47 ] [ 48 ]        |
|                   | Ehemaliges Wissenschaftliches Zentrum der IBM                                      | Bergheim       | Vangerowstraße 18 Lage |                                                               |           | |                      |
|                   | Bahnhofsplatz Nord                                                                 | Bergheim       | Willy-Brandt-Platz Nord Lage |                                                               |           | Bahnhofsvorplatz, „Stadtbalkon“, Intercity-Hotel und Adagio Aparthotel, Fahrradparkhaus mit über 800 Fahrradstellplätzen. | [ 49 ] [ 50 ]        |
| weitere Bilder    | Advanced Training Centre des EMBL (Europäische Laboratorium für Molekularbiologie) | Boxberg        | Meyerhofstraße Lage | Bernhardt + Partner/Darmstadt                                 | 2010      | Die Struktur des Gebäudes ist einer DNA-Doppelhelix nachempfunden. | [ 51 ]               |
| weitere Bilder    | St. Paul-Kirche                                                                    | Boxberg        | Buchwaldweg 2 Lage | Lothar Götz                                                   | 1972      | |                      |
|                   | Ehemaliges MLP-Hochhaus (Langer Manfred)                                           | Emmertsgrund   | Im Emmertsgrund („Forum 7“) Lage | Burock + Krumm / Heidelberg, Klaus Höhne                      | 1992      | |                      |
|                   | Erweiterung der Tiefburgschule                                                     | Handschuhsheim | Kriegsstraße 14 Lage | Hübner + Erhard und Partner/Heidelberg                        | 2003      | | [ 52 ] [ 53 ]        |
| weitere Bilder    | Krankenhaus Salem                                                                  | Handschuhsheim | Zeppelinstraße 11–33 Lage | Erich Rossmann/Karlsruhe                                      | 1970      | |                      |
|                   | Gregor-Mendel-Realschule                                                           | Kirchheim      | Harbigweg 24 Lage | Michael Weindel & Junior/Waldbronn                            | 2007      | | [ 54 ]               |
|                   | Heidelberg Innovation Park                                                         | Kirchheim      | Palo-Alto-Platz Lage | Hosoya Schaefer/Zürich                                        |           | | [ 55 ] [ 56 ]        |
|                   | Business Development Center Heidelberg                                             | Kirchheim      | Carl-Friedrich-Gauß-Ring 5 Lage | RKW/Berlin                                                    | 2019      | | [ 57 ]               |
|                   | Technologiepark                                                                    | Kirchheim      | Nikola-Tesla-Straße Lage |                                                               |           | |                      |
|                   | ERNW                                                                               | Kirchheim      | George-Boole-Weg 4 Lage |                                                               |           | |                      |
|                   | Nextspace                                                                          | Kirchheim      | Lage |                                                               |           | Rechenzentrum |                      |
| weitere Bilder    | Konzernzentrale Heidelberg Materials                                               | Neuenheim      | Berliner Straße 6 Lage | AS+P Albert Speer + Partner/Frankfurt                         | 2019      | Bürobau für 1000 Mitarbeiter nach dem Standard KfW-Effizienzhaus 40 | [ 58 ]               |
| weitere Bilder    | Mathematikon                                                                       | Neuenheim      | Berliner Straße 41–49 Lage | Bernhardt + Partner/Darmstadt                                 | 2017      | im Innenhof sind Portraits von 8 Mathematik- und Informatikpreisträgern auf Sichtbetonwandelementen dargestellt. | [ 59 ]               |
|                   | Chemisches Institut Universität Heidelberg                                         | Neuenheim      | Im Neuenheim Feld, Gebäude 275 Lage                                                                                                   | ArGe Ingenhoven, Meyer/Düsseldorf                             | 2016      | Laborgebäude mit semitransparenter Metallvorhang-Fassade. | [ 60 ]               |
| weitere Bilder    | Pathologie                                                                         | Neuenheim      | Im Neuenheim Feld 224 Lage | HWP/Stuttgart                                                 | 2012      | | [ 61 ]               |
| weitere Bilder    | Neue Chirurgische Klinik                                                           | Neuenheim      | Im Neuenheimer Feld 420 Lage | Tiemann-Petri Koch / Stuttgart                                | 2020      | | [ 62 ]               |
|                   | Kirchhoff-Institut für Physik                                                      | Neuenheim      | Im Neuenheimer Feld 227 Lage | Arge Harter + Kanzler/Freiburg, BJW/Zimmern ob Rottweil       | 2017      | Labore, Werkstätten, Hörsäle, Büro und Seminarräume | [ 63 ]               |
| weitere Bilder    | Angelika-Lautenschläger-Kinderklinik                                               | Neuenheim      | Im Neuenheimer Feld 430 Lage | Nickl & Partner/München                                       | 2008      | | [ 64 ]               |
| weitere Bilder    | NCT (Nationale Centrum für Tumorerkrankungen)                                      | Neuenheim      | Im Neuenheimer Feld 460 Lage | Behnisch/Stuttgart                                            | 2010      | | [ 65 ]               |
| weitere Bilder    | Max-Planck-Institut für ausländisches öffentliches Recht und Völkerrecht           | Neuenheim      | Im Neuenheimer Feld 535 Lage |                                                               |           | |                      |
|                   | Tegula Villen                                                                      | Neuenheim      | Mönchhofstraße 6 Lage | Element A/Heidelberg                                          | 2017      | Neubauten mit namensgebender Dach- und Fassadenfläche aus rot-braunen Keramikplatten: Tegula ist der lateinische Begriff für Ziegel. | [ 66 ]               |
| weitere Bilder    | Energiespeicher Heidelberg („Thermoskanne“)                                        | Pfaffengrund   | Eppelheimer Straße 64 Lage | LAVA – Laboratory for visionary architecture/Berlin           | 2022/2025 | Fernwärme-Energiespeicher mit Aussichts-Gastronomie (ab Herbst 2025) | [ 67 ] [ 68 ]        |
|                   | Gemeindehaus der Emmaus-Gemeinde                                                   | Pfaffengrund   | Obere Rödt 9 Lage | Netzwerkarchitekten/Darmstadt                                 | 2015      | Pavillon mit einem Deckentragwerk aus Brettschichtholzträgern an der Auferstehungskirche | [ 69 ] [ 70 ]        |
|                   | Ehemalige Eternit Hauptverwaltung                                                  | Rohrbach       | Im Breitspiel 20 Lage | Ernst Neufert                                                 | 1954      | | [ 71 ]               |
|                   | Eternit Akademie                                                                   | Rohrbach       | Im Breitspiel 20 Lage | Astrid Bornheim, Ralf Kunze und Andreas Oevermann / Berlin    | 2010      | | [ 72 ]               |
|                   | Hochhaus der Firma Kraftanlagen Heidelberg                                         | Rohrbach       | Im Breitspiel 7 Lage |                                                               |           | |                      |
|                   | Kulturzentrum Karlstorbahnhof                                                      | Südstadt       | Marlene-Dietrich-Platz 3 Lage | Bernhardt + Partner/Darmstadt                                 | 2022      | | [ 73 ]               |
|                   | Mark-Twain-Village                                                                 | Südstadt       | John-Zenger-Straße mit Blick auf den Paradeplatz Lage                                                                                 |                                                               |           | |                      |
|                   | Haus der Jugend                                                                    | Südstadt       | Römerstraße 87 Lage | Murr/Dießen am Ammersee                                       | 2022      | | [ 74 ]               |
|                   | Wavehouse                                                                          | Südstadt       | Billie-Holiday-Straße 7 Lage | AG Mense-Korte/Beckum und SSV/Heidelberg Bauherr: Krausgruppe | 2024      | Größtes 3D-gedrucktes Gebäude Europas | [ 75 ]               |
| weitere Bilder    | Lukaskirche                                                                        | Wieblingen     | Dammweg 17 Lage | Loebner · Schäfer · Weber/Heidelberg                          | 2011      | | [ 76 ]               |
| weitere Bilder    | Carl-Bosch-Museum                                                                  | Schlierbach    | Schloß-Wolfsbrunnenweg 46 Lage |                                                               |           | |                      |
|                   | Lamy Galleria                                                                      | Wieblingen     | Grenzhöfer Weg 32 Lage | BFK/Heidelberg                                                | 1996      | Halle mit Glasdach und außenliegendem Tragwerk. | [ 77 ]               |
| weitere Bilder    | Science-Tower der SRH                                                              | Wieblingen     | Ludwig-Guttmann-Straße 6 Lage | Donnig + Unterstab/Rastatt                                    | 2004      | Mit 66 Metern ist der Science-Tower das höchste Hochhaus Heidelbergs. | [ 78 ]               |
|                   | H+                                                                                 | Wieblingen     | Wieblinger Weg 17 Lage | SSV/Heidelberg                                                | 2007      | Bürogebäude auf dem Heinsteinwerk-Areal | [ 79 ]               |

## Wohnquartiere in der Bahnstadt
| Bild | Bau                                            | Ortsteil  | Straße                                                                          | Planer | Jahr | Beschreibung | Quelle                        |
| ---- | ---------------------------------------------- | --------- | ------------------------------------------------------------------------------- | --- | ---- | --- | ----------------------------- |
|      | Kindertagesstätte Schwetzinger Terrasse        | Bahnstadt | Langer Anger 27, Baufeld W7 Lage                                                | |      | |                               |
|      | Baufeld S1(Colours)                            | Bahnstadt | Langer Anger 7–9, Baufeld S1 Lage                                               | Eike Becker/Berlin                                                                                         | 2018 | Auf der Fläche wurde vier (?) Apartmenthäusern und ein Bürogebäude realisiert in dem u.a. die Deutsche Wohnwerte ihre Firmensitz hat.                                                             | [ 80 ] [ 81 ]                 |
|      | Quartier Schwetzinger Terrassen – Promenade    | Bahnstadt | Langer Anger 29–33, Montpellierstraße, Schwetzingen Terrasse, Baufeld W6 Lage   | Grüttner/Soest, Meyer/Heidelberg, Jöllenbeck & Wolf/Walldorf, Hübner + Erhard/Heidelberg (zuvor Element A) | 2013 | Bauträger: GGH | [ 82 ] [ 83 ] [ 84 ]          |
|      | WohnGut – Promenade                            | Bahnstadt | Langer Anger 37–39, 71–75 Montpellierstraße, Cambridgestraße, Baufeld W5.2 Lage | Fischer/Mannheim                                                                                           | 2014 | Geschosswohnungsbau im Norden, vier Stadtvillen im Süden und Reihenwohnungen bzw. dreigeschossige Maisonette-Wohnungen dazwischen mit insgesamt 159 Wohn-Einheiten. Bauträger: Deutsche Wohnwerte | [ 85 ] [ 86 ]                 |
|      | Baufeld W5.1 (Ost) – Promenade                 | Bahnstadt | Langer Anger 95–97, Cambridgestraße, Baufeld W5.1 Lage                          | |      | ca. 100 Wohneinheiten, Bauträger: SOKA | [ 87 ]                        |
|      | Baufeld W5.1 (West) – Promenade                | Bahnstadt | Langer Anger 111–115, Rehovotstraße, Baufeld W5.1 Lage                          | Baufrösche/Kassel                                                                                          | 2018 | fünf Mehrfamilienhäuser mit 136 Miet- und Eigentumswohnungen, Bauträger: Immo-Wohnbau Projekt | [ 88 ] [ 89 ] [ 90 ]          |
|      | Pfaffengrunder Plateau – Promenade             | Bahnstadt | Langer Anger 117–121, Rehovotstraße, Pfaffengrunder Terrasse, Baufeld W4 Lage   | Gramlich/Stuttgart                                                                                         | 2013 | Die Fensterlaibungen sind abgeschrägt, um die Verschattung zu reduzieren. Bauträger: Vierte Argon RG Residential                                                                                  | [ 91 ] [ 92 ]                 |
|      | Urban Green – Promenade                        | Bahnstadt | Langer Anger 123–127, Baufeld W2 Lage                                           | ARP/Stuttgart                                                                                              | 2014 | 65 Eigentums- und 53 Mietwohnungen, Bauträger LBBW | [ 93 ]                        |
|      | Baugemeinschaft Bahnstadt – Promenade          | Bahnstadt | Langer Anger 129–137, Bautzenstraße, Baufeld W1.5 Lage                          | ap88/Heidelberg                                                                                            |      | Die 52 Wohnungen und 20 Reihenhäuser wurden von 72 privaten Bauherren errichtet. | [ 94 ]                        |
|      | WohnArt – Promenade                            | Bahnstadt | Langer Anger 173–175, Simferopolstraße, Baufeld W1.4 Lage                       | Fischer/Mannheim                                                                                           | 2016 | 79 Wohnungen, Bauträger: Deutsche Wohnwerte | [ 95 ] [ 96 ]                 |
|      | Carré Clair – Promenade                        | Bahnstadt | Langer Anger 177–179, Kumamotostraße, Simferopolstraße, Baufeld 1.3 Lage        | Turkali/Frankfurt                                                                                          | 2016 | Acht Mehrfamilienhäuser mit 96 Eigentumswohnungen, Bauträger: GGH und GWH/Frankfurt | [ 97 ] [ 98 ]                 |
|      | Urban Element – Promenade                      | Bahnstadt | Langer Anger 181–185, Kumamotostraße, Baufeld W1.2 Lage                         | | 2018 | Bauträger: LBBW | [ 13 ] [ 99 ]                 |
|      | Urban View – Promenade                         | Bahnstadt | Langer Anger 191–195, Marie-Baum-Straße, Baufeld W1.1 Lage                      | Baufrösche/Kassel                                                                                          | 2019 | fünf Wohnhäuser mit 78 Wohneinheiten, Bauträger: LBBW | [ 100 ] [ 90 ] [ 13 ] [ 101 ] |
|      | Urban Four – Promenade                         | Bahnstadt | Langer Anger 201–203, Marie-Baum-Straße, Baufeld ED4 Lage                       | a+r/Stuttgart                                                                                              | 2021 | sieben Häusern, Bauträger: LBBW | [ 102 ] [ 13 ] [ 103 ]        |
|      | Quartier Schwetzinger Terrassen – Langer Anger | Bahnstadt | Langer Anger 29–33, Montpellierstraße, Schwetzingen Terrasse, Baufeld W6 Lage   | Grüttner/Soest, Meyer/Heidelberg, Jöllenbeck & Wolf/Walldorf, Hübner + Erhard/Heidelberg (zuvor Element A) | 2013 | Bauträger: GGH | [ 104 ] [ 105 ] [ 106 ]       |
|      | WohnGut – Langer Anger                         | Bahnstadt | Langer Anger 37–39, 71–75 Montpellierstraße, Cambridgestraße, Baufeld W5.2 Lage | Fischer/Mannheim                                                                                           | 2014 | Geschosswohnungsbau im Norden, vier Stadtvillen im Süden und Reihenwohnungen bzw. dreigeschossige Maisonette-Wohnungen dazwischen mit insgesamt 159 Wohn-Einheiten. Bauträger: Deutsche Wohnwerte | [ 107 ] [ 108 ]               |
|      | Baufeld W5.1 (Ost) – Langer Anger              | Bahnstadt | Langer Anger 95–97, Cambridgestraße, Baufeld W5.1 (Ost) Lage                    | |      | ca. 100 Wohneinheiten, Bauträger: SOKA | [ 109 ]                       |
|      | Baufeld W5.1 (West) – Langer Anger             | Bahnstadt | Langer Anger 111–115, Rehovotstraße, Baufeld W5.1 (West) Lage                   | Baufrösche/Kassel                                                                                          | 2018 | fünf Mehrfamilienhäuser mit 136 Miet- und Eigentumswohnungen, Bauträger: Immo-Wohnbau Projekt | [ 110 ] [ 111 ] [ 90 ]        |
|      | Pfaffengrunder Plateau – Langer Anger          | Bahnstadt | Langer Anger 117–121, Rehovotstraße, Pfaffengrunder Terrasse, Baufeld W4 Lage   | Gramlich/Stuttgart                                                                                         | 2013 | Die Fensterlaibungen sind abgeschrägt, um die Verschattung zu reduzieren. Bauträger: Vierte Argon RG Residential                                                                                  | [ 112 ] [ 113 ]               |
|      | Urban Green – Langer Anger                     | Bahnstadt | Langer Anger 123–127, Baufeld W2 Lage                                           | ARP/Stuttgart                                                                                              | 2014 | 65 Eigentums- und 53 Mietwohnungen, Bauträger LBBW | [ 114 ]                       |
|      | Baugemeinschaft Bahnstadt – Langer Anger       | Bahnstadt | Langer Anger 129–137, Bautzenstraße, Baufeld W1.5 Lage                          | ap88/Heidelberg                                                                                            |      | Die 52 Wohnungen und 20 Reihenhäuser wurden von 72 privaten Bauherren errichtet. | [ 115 ]                       |
|      | WohnArt – Langer Anger                         | Bahnstadt | Langer Anger 173–175, Simferopolstraße, Baufeld W1.4 Lage                       | Fischer/Mannheim                                                                                           | 2016 | 79 Wohnungen, Bauträger: Deutsche Wohnwerte | [ 116 ] [ 117 ]               |
|      | Carré Clair – Langer Anger                     | Bahnstadt | Langer Anger 177–179, Kumamotostraße, Simferopolstraße, Baufeld 1.3 Lage        | Turkali/Frankfurt                                                                                          | 2016 | Acht Mehrfamilienhäuser mit 96 Eigentumswohnungen, Bauträger: GGH und GWH/Frankfurt | [ 118 ] [ 119 ]               |
|      | Urban Element – Langer Anger                   | Bahnstadt | Langer Anger 181–185. Kumamotostraße, Baufeld W1.2 Lage                         | | 2018 | Bauträger: LBBW | [ 13 ] [ 120 ]                |
|      | Urban View – Langer Anger                      | Bahnstadt | Langer Anger 191–195, Marie-Baum-Straße, Baufeld W1.1 Lage                      | Baufrösche/Kassel                                                                                          | 2019 | fünf Wohnhäuser mit 78 Wohneinheiten, Bauträger: LBBW | [ 121 ] [ 90 ] [ 13 ] [ 122 ] |
|      | Urban Four – Langer Anger                      | Bahnstadt | Langer Anger 201–203, Marie-Baum-Straße, Baufeld ED4 Lage                       | a+r/Stuttgart                                                                                              | 2021 | sieben Häusern, Bauträger: LBBW | [ 123 ] [ 13 ] [ 124 ]        |
|      | Elf Freunde                                    | Bahnstadt | Langer Anger / Darwinstraße 2, Baufeld Z4 Lage                                  | |      | 166 Eigentumswohnungen sowie drei Gewerbeeinheiten, das Carré ist in elf farblich abgesetzte Teil-Gebäude untergliedert – daher der Name, Bauträger: Deutsche Wohnwerte                           | [ 125 ]                       |
|      | Campus Gardens                                 | Bahnstadt | Darwinstraße 6, Baufeld Z5a Lage                                                | AI+P/Aalen                                                                                                 |      | Möblierte Mikro-Apartments, Bauträger: i-Live Gruppe | [ 126 ] [ 127 ] [ 128 ]       |
|      | Junges Wohnen                                  | Bahnstadt | Langer Anger 42, Robert-Koch-Straße, Darwinstraße, Baufeld Z5b Lage             | Eisele Staniek / Darmstadt                                                                                 | 2016 | 104 Wohnungen, teilweise mit „Vogelnester-Balkonen“. Bauträger: SOKA-Bau | [ 129 ] [ 130 ]               |
|      | Campus Viva                                    | Bahnstadt | Langer Anger 44, Zollhofgarten 8, Baufeld Z6 Lage                               | Mürlepartner/Pforzheim                                                                                     |      | Studentenapartmenthaus: 349 Ein- bis Zweizimmerwohnungen von 20 m² und 38 m², Bauträger: Grundkontor Projekt                                                                                      | [ 131 ] [ 132 ]               |
|      | Campus affines Wohnen                          | Bahnstadt | Langer Anger 46, Baufeld Z7 Lage                                                | | 2013 | 98 Eigentumswohnungen „studentisches Wohnen“, 47 Eigentumswohnungen „Campus-affines Wohnen“, 85 Mietwohnungen, Bauträger: Immo-Wohnbau Projekt                                                    | [ 133 ] [ 134 ]               |
|      | Campus affines Wohnen                          | Bahnstadt | Langer Anger 52–58, Baufeld Z7 Lage                                             | |      | |                               |
|      | Meilen.Stein                                   | Bahnstadt | Langer Anger 60, Grünen Meile 23, Da-Vinci-Straße, Baufeld SE2 Lage             | Stephan Höhne/Berlin                                                                                       | 2019 | 82 der 185 Mietwohnungen sind geförderter Wohnraum, Die Eckgebäude sind mit ihren abgerundeten Kanten und geklinkerten Fassaden versehen. Kolonnade (Da-Vinci-Straße), Bauträger: GGH             | [ 13 ] [ 135 ] [ 136 ]        |
|      | Meilen.Stein                                   | Bahnstadt | Langer Anger 64–66, Grünen Meile 25–29, Baufeld SE2 Lage                        | Stephan Höhne/Berlin                                                                                       | 2019 | |                               |
|      | Baufeld SE1                                    | Bahnstadt | Langer Anger 72, Grünen Meile 31, Baufeld SE1 Lage                              | |      | |                               |
|      | Heidelberg Village                             | Bahnstadt | Langer Anger, Grünen Meile 33–35, Baufeld SE1 Lage                              | Frey/Freiburg                                                                                              | 2018 | 170 Wohnungen und 15.000 m² Gewerbefläche | [ 137 ]                       |

## Weitere neuere Quartiere
| Bild | Bau                                 | Ortsteil | Straße                                                                       | Planer                                                            | Jahr | Beschreibung | Quelle                                  |
| ---- | ----------------------------------- | -------- | ---------------------------------------------------------------------------- | ----------------------------------------------------------------- | ---- | --- | --------------------------------------- |
|      | Guttenberg Höfe                     | Bergheim | Alte Eppelheimer Straße / Kirchstraße Lage                                   | ap88/Heidelberg                                                   | 2010 | Die dreizehn Häuser mit 173 Eigentumswohnungen von 30 bis 155 m² sind nach bekannten Schriftarten benannt. Zwei Fassaden-Reliefs mit Gutenberg-Porträts erinnern an die Historie des Areals, auf dem zuvor die nach der Stadt Heidelberg benannten Druckmaschinen hergestellt wurden. | [ 138 ] [ 139 ]                         |
|      | Alte Glockengießerei, Wohnhöfe      | Bergheim | Alte Glockengießerei Lage                                                    | Erich Schneider-Wessling/Köln                                     | 2003 | Die drei Wohnhöfen und das siebengeschossige Bürogebäude bieten Platz für 50 Miet- und 120 Eigentumswohnungen sowie 20 Gewerbeeinheiten, die in Niedrigenergiebauweise errichtet wurden.                                                                                              | [ 140 ] [ 141 ] [ 142 ]                 |
|      | Quartier Samariterhaus              | Bergheim | Voßstraße 3 Lage                                                             | Hauss & Architekten/Heidelberg                                    | 2008 | | [ 143 ]                                 |
|      | Eichendorff-Forum                   | Rohrbach | Sickingenstraße/Fabrikstraße Lage                                            | ap88/Heidelberg                                                   | 2002 | Die 58 Reihenhäusern und zwei Bürobauten sind PKW-frei erschlossen. | [ 144 ]                                 |
|      | Eichendorff-Forum                   | Rohrbach | Sickingenstraße Lage                                                         | ap88/Heidelberg                                                   | 2002 | |                                         |
|      | Quartier am Turm                    | Rohrbach | zwischen Felix-Wankel-, Fabrik-, Heinrich-Fuchs- und Konrad-Zuse-Straße Lage | Jourdan & Müller/Frankfurt, Bilger Fellmeth/Frankfurt und weitere | 2004 | Der namensgebende Turm diente der Wasserversorgung der Waggonfabrik Fuchs, auf deren Gelände das Quartier errichtet wurde. Vom alten Baubestand sind noch einige Fassaden erhalten. Auf dem Areal sind Wohnungen für rund 1800 Menschen entstanden.                                   | [ 145 ] [ 146 ] [ 147 ] [ 148 ] [ 149 ] |
|      | Quartier am Turm – Reihenhäuser     | Rohrbach | Lindenweg Ecke Rudolf-Hell-Straße Lage                                       |                                                                   |      | |                                         |
|      | Quartier am Turm – Etagenwohnungen  | Rohrbach | Fabrikstraße Lage                                                            |                                                                   |      | |                                         |
|      | Quartier am Turm – Etagenwohnungen  | Rohrbach | Felix-Wankel-Straße 17–21 Lage                                               | ap88/Heidelberg                                                   |      | |                                         |
|      | Collegium Academicum                | Rohrbach | Marie-Clauss-Straße 3 Lage                                                   | DGJ/Frankfurt                                                     | 2023 | Selbstverwaltetes und in Eigenregie erstelltes Wohnheim in Holzbauweise | [ 150 ]                                 |
|      | Quartier Hospital                   | Rohrbach | zwischen Ortenauer- und Freiburger Straße Lage                               |                                                                   |      | | [ 151 ]                                 |
|      | Höllenstein-Quartier                | Rohrbach | Erlenweg 10 – 18 Lage                                                        | Mronz + Schaefer / Köln                                           | 2020 | 335 Ein- bis Sechs-Zimmer-Wohnungen nach dem Standard Effizienzhaus 70 – Das Wegenetz im Inneren des Quartiers ist Fußgängern und Fahrradfahrern vorbehalten. | [ 152 ] [ 153 ] [ 154 ]                 |
|      | Neue Südstadt – neue Stadtteilmitte | Südstadt | Rheinstraße, Ecke Elsa-Brändström-Straße Lage                                |                                                                   |      | ehemalige Mark-Twain-Village und Campbell-Barracks | [ 151 ]                                 |